# Stipo Jeleč
Stipo Jeleč (Doboj, 1976) is een Bosnisch-Nederlandse schrijver.
Na zijn lagere school vertrok hij naar Zagreb (Kroatië) waar hij een jaar lang op een internaat zat en een middelbare opleiding genoot. In zijn vrije tijd volgde hij dans- en dramalessen. Eind 1992 vluchtte hij naar Nederland. Hij maakte zijn opleiding af in Amsterdam. In 2000 debuteerde hij als toneelschrijver. In 2006 verscheen zijn debuutroman Als jij kon kruipen in mijn huid. Er zijn van hem artikelen gepubliceerd in Amsterdam Weekly, Elle Magazine en sQueeze Magazine. Jeleč schrijft ook korte verhalen en was als docent verbonden aan Schrijf! de online schrijfworkshop van Trouw. Jeleč woont en werkt in Amsterdam.

## Publicaties
- Als jij kon kruipen in mijn huid (Vassallucci, 2006, roman)
- Broeders hoeder (Prometheus, 2006, bloemlezing 25 onder de 35)
- We moeten gaan (BAK, 2007, bloemlezing Quality Stories)
- De nieuwe ik (Passage, 2009, bloemlezing Een dansje in de regen)
- Als je een beetje vent bent (Savannah Bay, 2009, bloemlezing Savannah's Silver Stories )